# Wong Mau Chau
Wong Mau Chau (kinesiska: 大灘海, 大滩海) är en ö i Hongkong (Kina). Den ligger i den nordöstra delen av Hongkong.